# Thoopterus nigrescens
Thoopterus nigrescens  (Gray, 1870) è un pipistrello della famiglia dei Pteropodidi diffuso sull'isola di Sulawesi e su alcune isole vicine.

## Descrizione

### Dimensioni
Pipistrello di medie dimensioni, con la lunghezza della testa e del corpo tra 78,98 e 97,76 mm, la lunghezza dell'avambraccio tra 67,88 e 77,32 mm, la lunghezza della tibia tra 27,47 e 32,52 mm, la lunghezza delle orecchie tra 4,26 e 19,24 mm e un peso fino a 117 g.

### Aspetto
La pelliccia è moderatamente lunga. Il colore del dorso è marrone, la testa è leggermente più scura, mentre le parti ventrali sono castane. Il muso è relativamente corto, gli occhi sono grandi. Le orecchie sono corte ed arrotondate. Le membrane alari sono nerastre, i metacarpi e le falangi sono marroni scuri. La coda è ridotta ad un tubercolo percettibile solo al tatto, mentre l'uropatagio è limitato ad una sottile membrana lungo la parte interna degli arti inferiori. Il calcar è di dimensioni normali.

## Biologia

### Comportamento
Si rifugia in piccoli gruppi, utilizzando gli stessi ricoveri per un lungo periodo di tempo.

### Alimentazione
Si nutre di frutti di specie native di Ficus.

### Riproduzione
Femmine gravide sono state osservate a gennaio e febbraio, mentre giovani adulti sono stati catturati tra ottobre e marzo.

## Distribuzione e habitat
Questa specie è diffusa sull'isola di Sulawesi  e sulle vicine isole di Mangole nelle Isole Sula, Sangihe nelle Isole Sangihe, Buton e Kabaena.
Sebbene l'olotipo sia stato catturato sull'isola di Morotai nelle Isole Molucche settentrionali, nessun altro esemplare è stato più osservato su quest'isola.
Vive nelle foreste primarie, foreste secondarie, piantagioni e giardini e boscaglie fino a 2.200 metri di altitudine.

## Conservazione
La IUCN Red List, considerato il vasto areale e la popolazione abbastanza comune, classifica T.nigrescens come specie a rischio minimo (Least Concern)).